# Bongolava
Bongolava är en region i Madagaskar. Den ligger i den centrala delen av landet, 160 km väster om huvudstaden Antananarivo. Antalet invånare är 326 600. Arean är 16 821 kvadratkilometer.
Terrängen i Bongolava är kuperad österut, men västerut är den bergig.
Bongolava delas in i:
- Tsiroanomandidy
- Fenoarivobe

Följande samhällen finns i Bongolava:
- Tsiroanomandidy
- Fenoarivo Be